# Henry Campbell-Bannerman
Henry Campbell-Bannerman GCB (Glasgow, 7 de setembro de 1836 — Londres, 22 de abril de 1908) foi um político britânico, Primeiro-ministro do Reino Unido pelo Partido Liberal. Ele foi o primeiro "Primeiro Lorde do Tesouro" a ser oficialmente chamado de "Primeiro Ministro", com o termo entrando em uso oficial cinco dias depois dele assumir o cargo.
Foi Secretário de Guerra e Secretário para a Irlanda no Gabinete de William Ewart Gladstone. Campbell-Bannerman não era um exímio orador, mas tinha uma boa reputação por ser um grande operador político, sendo bem articulado e em 1898, se transformou no líder liberal da Câmara dos Comuns. Opôs-se a Primeira Guerra dos Bôeres e lutou por reformas sociais, tornando-se uma das figuras mais importantes na ala progressiva do partido. Assumiu o Gabinete com a renúncia de Arthur Balfour, a convite de Eduardo VII.
Em seu governo, realizou um acordo com a Rússia, introduziu diversas reformas liberais e aprovou o "Trades Disputes Act" (Lei das disputas no Comércio) e o " Provision of School Meals Act" (Lei para a Provisão das Refeições nas Escolas).
Faleceu logo após renunciar, ainda na residência oficial dos primeiros-ministros britânicos, em 10 Downing Street.